# Річковий пейзаж із вершниками
«Річко́вий пейза́ж із ве́ршниками» (нід. Rivierlandschap met ruiters) — картина голландського живописця Альберта Кейпа (1620–1690). Створена приблизно у 1655 році (між 1653 та 1657 роками). Зберігається у Державному музеї в Амстердамі (інв. №SK-A-4118).
На картині зображені два наїзники, які ненадовго перервали свою подорож і зупинилися біля річки, аби дати коням напитися. Стоїть пізній час після полудня, пекельне сонце світить на хмари збоку і кидає золоте світло на землю. Теплий, розморений настрій робить цей пейзаж майже не голландським, а якимось південним. Втім зображене місце знаходиться у Нідерландах, а саме у гористій місцевості вздовж Рейну між Неймегеном і Клеве. Художник вирушив сюди зі свого дому в Дордрехті у 1652 році. Малюнки, які він зробив під час своєї подорожі, надихнули його на створення цього ідеалістичного річного пейзажу із аркадською атмосферою.
Кейп любив зображувати голландські пейзажі, корів і коней, і все це завжди занурено у золоте сонячне світло. Він запозичив цей стиль у художників, що зображували італійські пейзажі, таких як Ян Бот. Однак сам Кейп ніколи не був в Італії.
До 1965 року картина знаходилась у колекції Едмона де Ротшильда (Ексбері, Гемпшир); викуплена того ж року Державним музеєм (Амстердам) за підтримки держави Нідерланди і Товариства Рембрандта.